# Irina Voronina
Irina Voronina, född 19 december 1977 i Dzerzjinsk, är en rysk fotomodell och skådespelare.
2001 kom Voronina till USA för att etablera en modellkarriär och har varit med i livsstilsmagasin och annonser. Hon utsågs till Playboys Playmate of the Month i januari 2001. Voronina har också haft flera filmroller bl.a. i Reno 911!: Miami (2007) och i satirfilmen Epic Movie (2007) där hon medverkar tillsammans med Playboy-modellen Sara Jean Underwood (Playmate Of The Year 2007), Qiana Chase och Jillian Grace.
Hon är 2008 års modell för ölmärket St Pauli Girl.